# غونتانامو
غونتانامو (بالإنجليزية: Guantánamo)‏ هي مدينة، وبلدية، تتبع مقاطعة غوانتانامو، هي عاصمة مقاطعة غوانتانامو، بلغ عدد سكانها 228436 نسمة، في 2012، تبلغ مساحتها 741400000 متر مربع، رمزها البريدي هو 95100.

## معرض صور

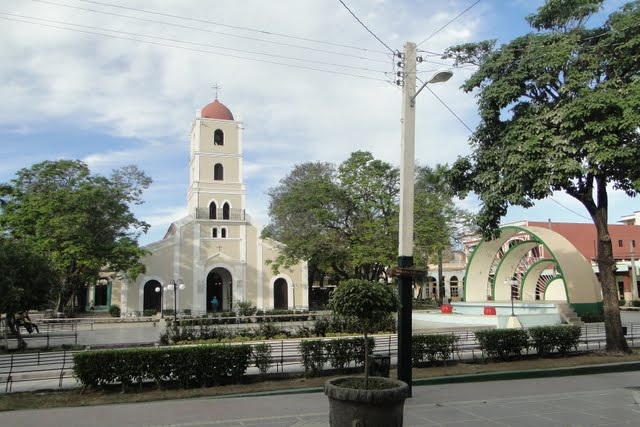
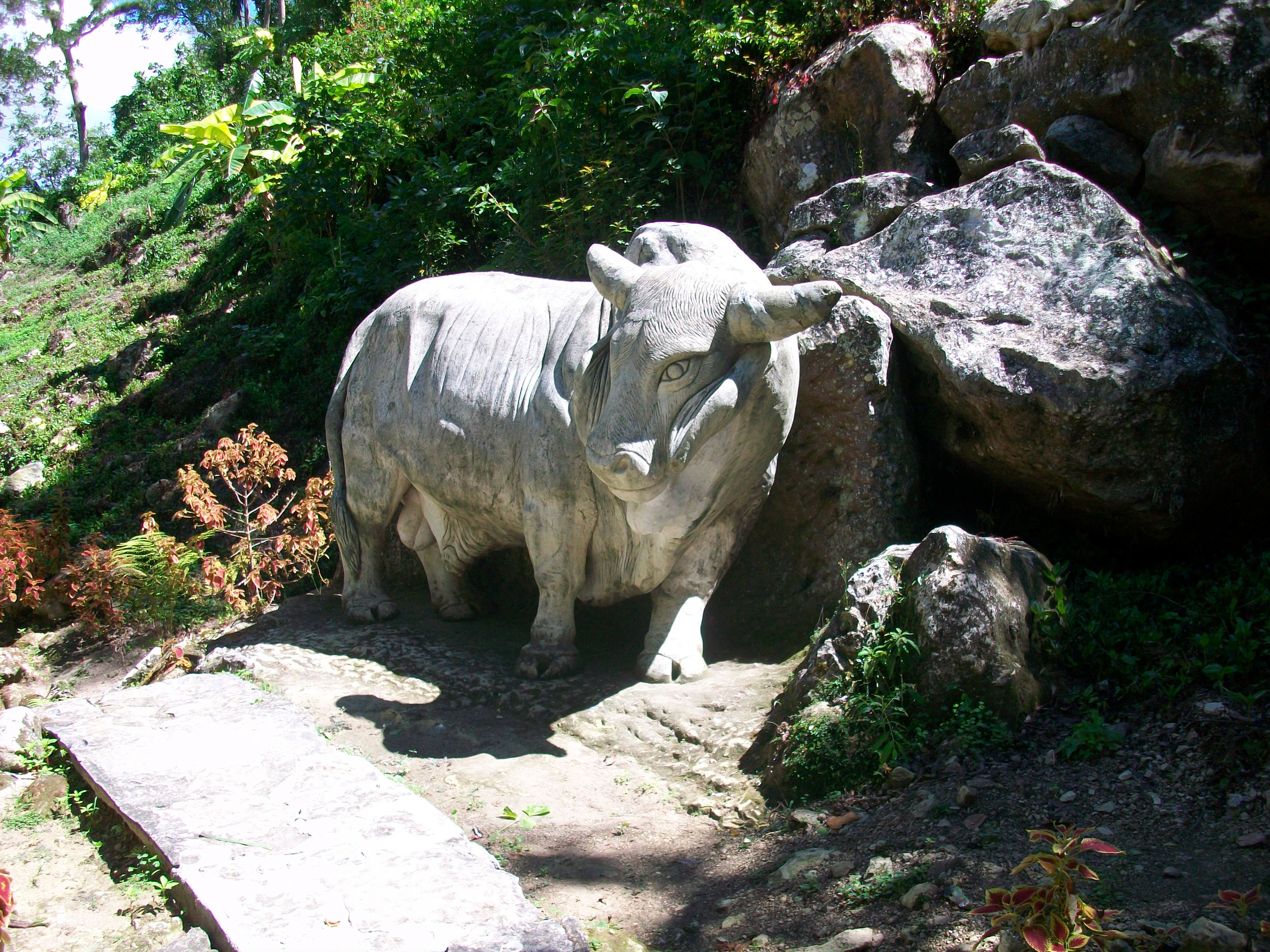
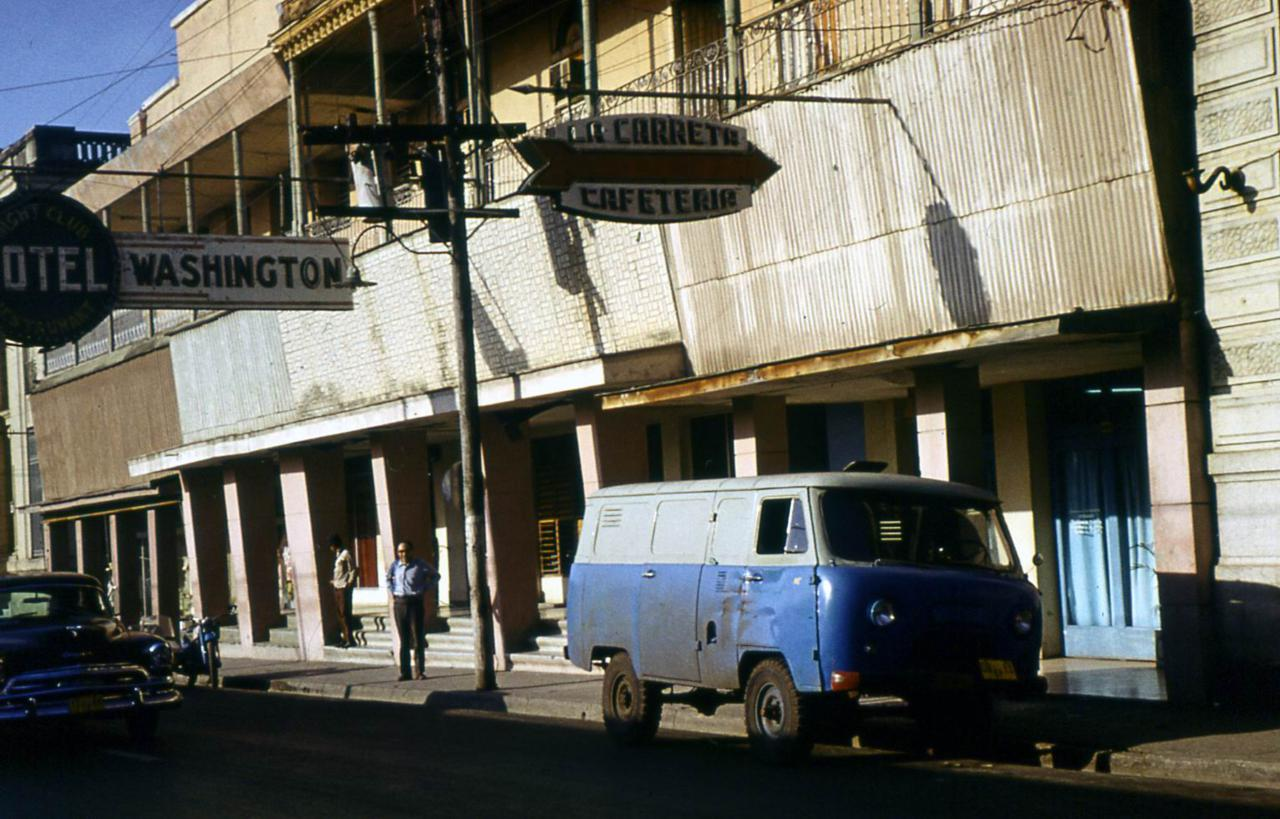
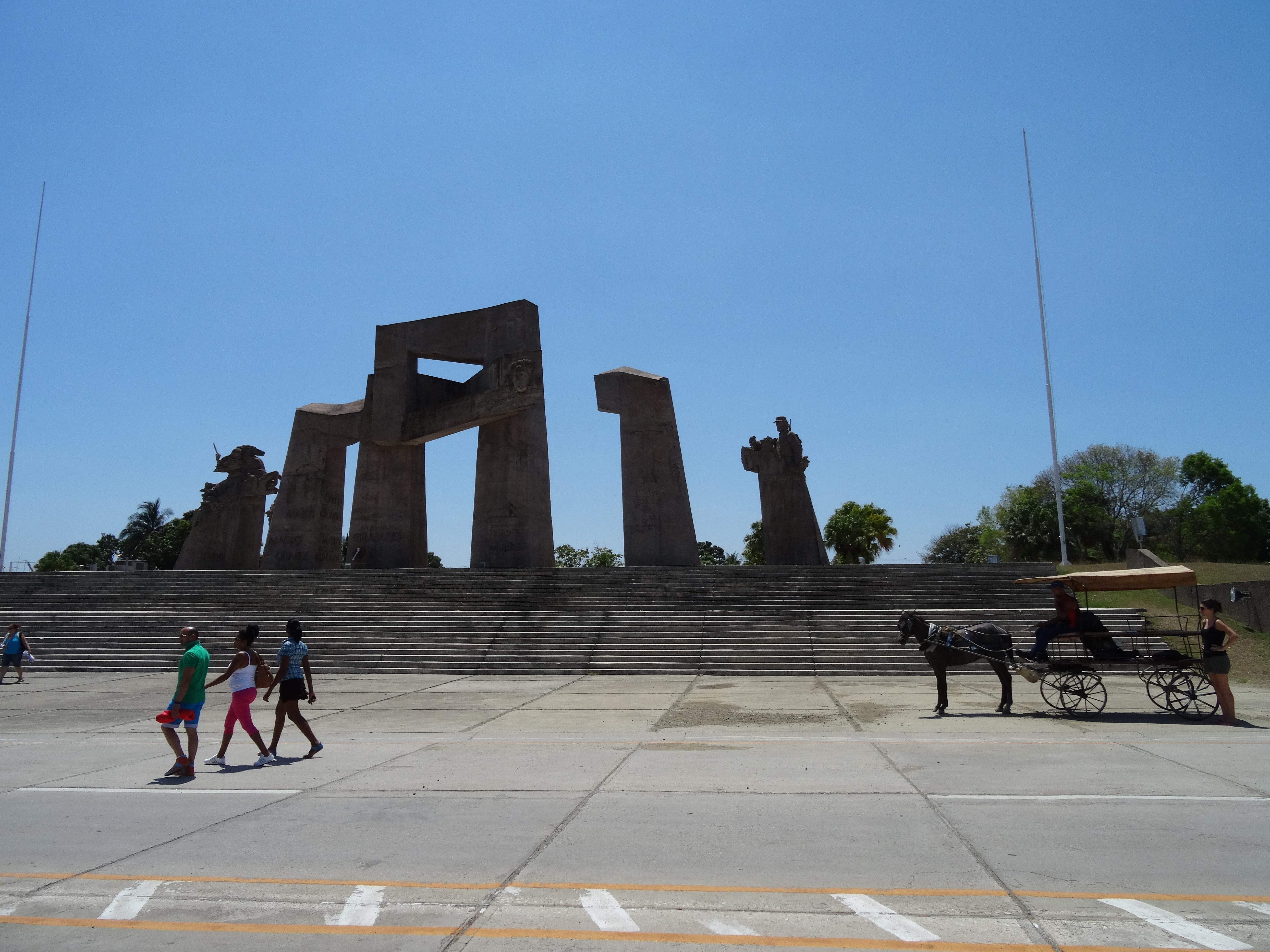

## أعلام
- أرنالدو تامايو منديز
- جويل كاسامايور
- أرلين لوبيز
- يوريوركيس غامبوا
- دايرون روبلز
- خوسيه أغويلار